# Cherallo
Xerallo (en catalán Xerallo) es un pueblo del municipio de Sarroca de Bellera, en la comarca del Pallars Jussá de la provincia de Lérida, España. Formaba parte del término primitivo de Sarroca de Bellera.
Está situado a 1,4 km. en línea recta al noroeste de su cabeza de municipio. Para poder acceder, desde Sarroca de Bellera hacia el noroeste la carretera L-521  y al cabo de un kilómetro, cuando está a punto de entroncar con la N-260, sale hacia el norte una pista rural asfaltada que conduce a Xerallo en unos 600 metros. Esta pista rural es la que lleva a Las Iglesias y el antiguo término de Benés.
Se llama Cherallo el fantasma del Pirineo, por la gran fábrica de cemento del lugar, que hace años permanece totalmente abandonada.
Cherallo tiene una moderna iglesia, dedicada a la Virgen del Carmen y una ermita, también moderna, dedicada a la Ascensión. La primera fue edificada en el lugar donde estaba la antigua iglesia de San Juan.

## Historia
La historia del pueblo muy ligada a la de su fábrica de cemento, que motivó la creación y desarrollo del pueblo, después su despoblamiento y abandono. Efectivamente, el 1950 se abría, junto al antiguo hostal del camino de Cherallo, una fábrica de cemento, que debía abastecer de ese material constructivo todas las obras hidráulicas de la Ribagorza. Acabó cerrando, pero, por falta de rendimiento económico.

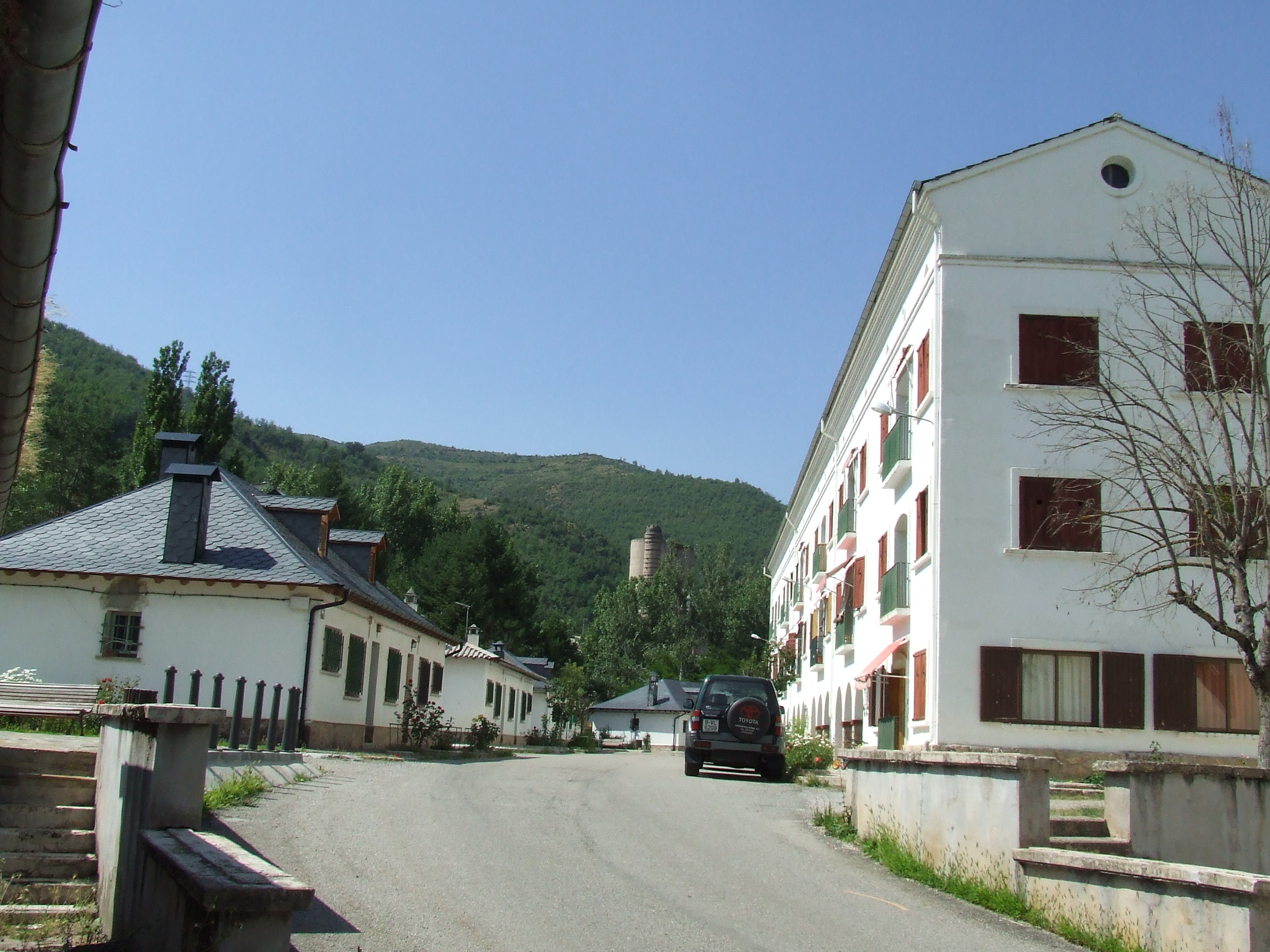
El antiguo poblado de Cherallo.

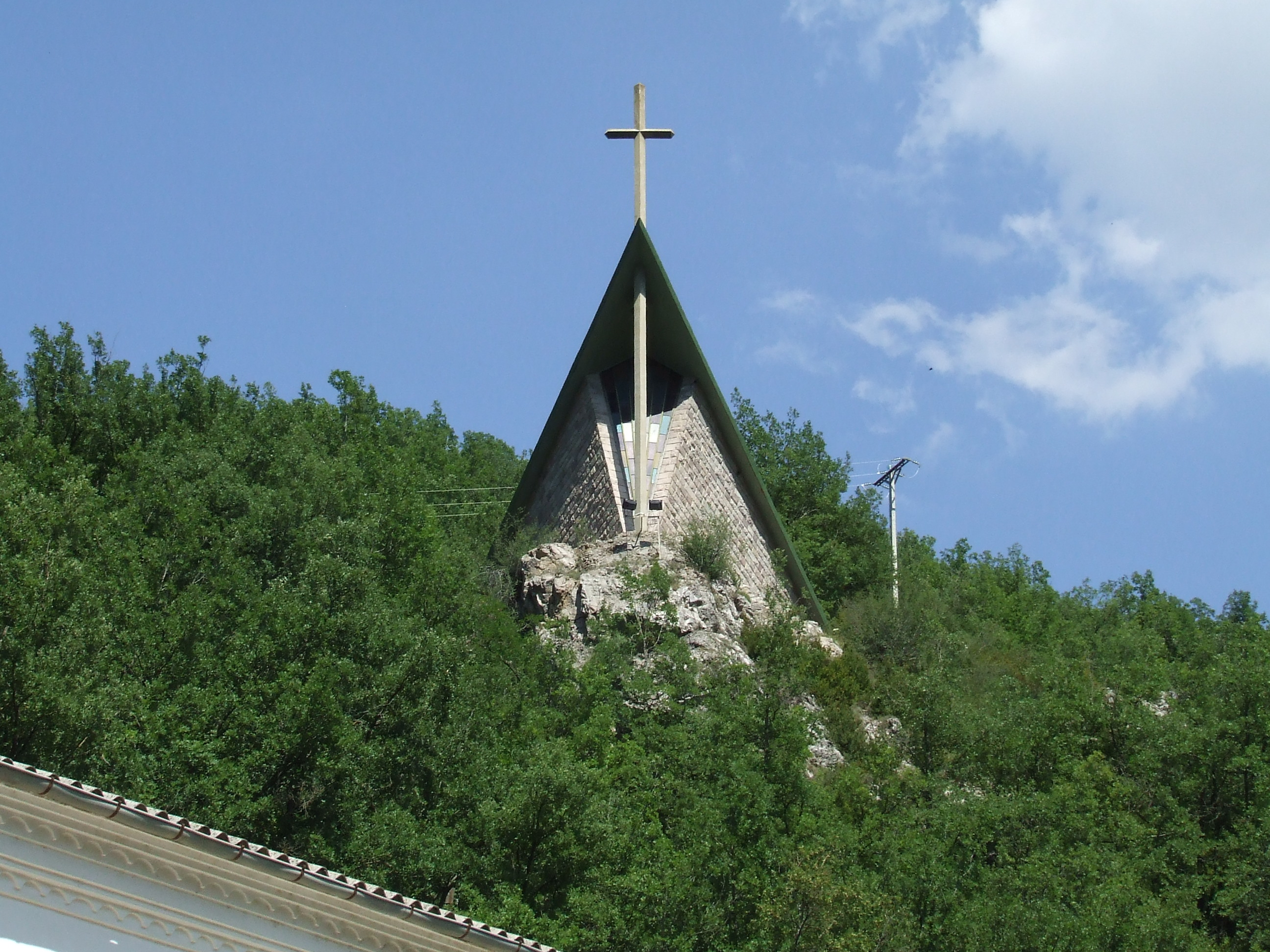
Ermita de la Ascensión de la población de Cherallo.

En 1970 el censo atribuía a Cherallo aún 388 personas. Tras el cierre de la fábrica de cemento, en 1973, el poblado se fue quedando vacío y sus habitantes han quedado reducidos a 13 en 2005. El poblado, aunque vacío, ha quedado en aparente buen estado, ya que las casas han sido aprovechadas como viviendas de segunda residencia.
La colonia de Cherallo formaba dos núcleos principales: uno a la derecha del río de Bellera, al lado de poniente de la fábrica, junto a la fábrica y río y otro a la izquierda, a lo largo de la carretera que lleva a Las Iglesias y Benés.
Se componía de casas unifamiliares, de una sola planta y bloques de viviendas, en el momento de máxima vitalidad, tenía todos los servicios de un pueblo grande, con casino y todo. Dos iglesias estaban al servicio del pueblo, una más grande, dedicada a la Virgen del Carmen, que hacía función de iglesia parroquial, en un lugar accesible para todos y una en forma de ermita, dedicada a la Ascensión, de arquitectura muy moderna, edificada encima del pueblo.

## Fiestas y tradiciones
Cherallo es de los pueblos que salen mencionados en las conocidas coplas de Payrot, hechas por un mendigo hijo de la Rua a mediados del siglo XIX.